# Tjelopek
Tjelopek (bulgariska: Челопек) är ett distrikt i Bulgarien.   Det ligger i kommunen Obsjtina Vratsa och regionen Vratsa, i den västra delen av landet, 50 km norr om huvudstaden Sofia.
I omgivningarna runt Tjelopek växer i huvudsak blandskog. Runt Tjelopek är det ganska glesbefolkat, med 43 invånare per kvadratkilometer.